# 34. Międzynarodowy Festiwal Filmowy w Berlinie
34. Międzynarodowy Festiwal Filmowy w Berlinie odbył się w dniach 17–28 lutego 1984 roku. Imprezę otworzył pokaz niemieckiego filmu Arka Noego w reżyserii Rolanda Emmericha. W konkursie głównym zaprezentowano 24 filmy pochodzące z 17 różnych krajów.
Jury pod przewodnictwem norweskiej aktorki Liv Ullmann przyznało nagrodę główną festiwalu, Złotego Niedźwiedzia, amerykańskiemu filmowi Strumienie miłości w reżyserii Johna Cassavetesa. Drugą nagrodę w konkursie głównym, Srebrnego Niedźwiedzia – Nagrodę Specjalną Jury, przyznano argentyńskiemu filmowi Mała brudna wojna w reżyserii Héctora Olivery.

## Przebieg festiwalu
Liczba filmów pokazanych w sekcjach Konkurs, Kinderfilmfest, Info-Schau, Nowe kino niemieckie oraz na pokazach dla branży filmowej wyniosła w tym roku 556 tytułów. Do tego należy dodać obszerną sekcję Forum, w której w czasie tegorocznej edycji skoncentrowano się na związkach filmu z muzyką – zaprezentowano zarówno filmy o muzyce, jak i obrazy skomponowane na wzór utworu muzycznego (m.in. The Gold Diggers Sally Potter). Spośród filmów niemieckich największe zainteresowanie w sekcji Forum wzbudził Dorian Gray w zwierciadle prasy brukowej Ulrike Ottinger oraz Der Schlaf der Vernunft Uli Stöckl.
Na program sekcji Info-Schau (przyszła Panorama) złożyło się kilka osobnych przeglądów, w tym Nowe filmy austriackie, US Non-Majors oraz Śródziemnomorska Panorama. Ten ostatni przegląd, który spotkał się w prasie z pozytywnym odzewem, był innowacyjnym zestawieniem dwudziestu filmów powstałych w basenie Morza Śródziemnego od Izraela po Hiszpanię i od Jugosławii po Egipt. Sporo kontrowersji wzbudził za to film otwarcia sekcji Kinderfilmfest, Kidco Rona Maxwella. Obraz krytykowano za propagowanie „amerykańskiego stylu życia wśród dzieci” i „gloryfikowanie kapitalizmu” w duchu Ronalda Reagana.
W czasie tegorocznego festiwalu trwała debata na temat ustawy dotyczącej finansowania produkcji filmowej przez państwo. Filmowcy obawiali się systemowej dyskryminacji ze względów artystycznych i politycznych, zwłaszcza że najciekawsze filmy niemieckie na Berlinale (np. Wanderkrebs Herberta Achternbuscha) powstały bez wsparcia państwa. Obawiano się politycznego ingerowania w produkcję filmową oraz cenzurowania podejmowanych treści.
W ramach festiwalu odbyła się retrospektywa twórczości niemieckiego reżysera Ernsta Lubitscha, który zrobił wielką karierę w Hollywood.

## Członkowie jury

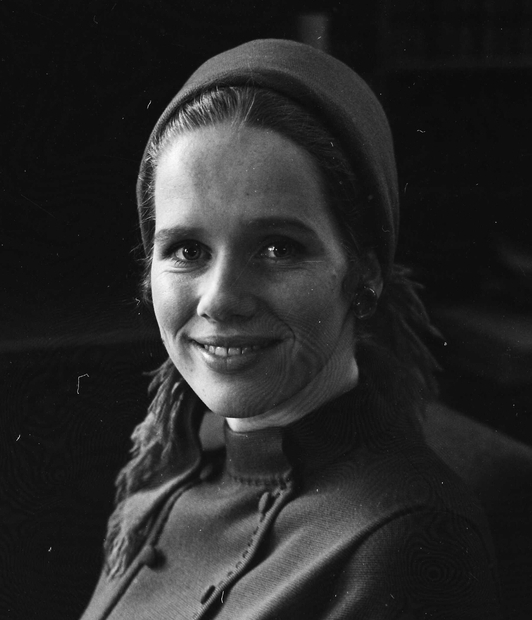
Przewodnicząca jury konkursu głównego Liv Ullmann.

### Konkurs główny
- Liv Ullmann, norweska aktorka – przewodnicząca jury[5]
- Edward Bennett, brytyjski reżyser
- Jules Dassin, amerykański reżyser
- Manuela Gheorghiu-Cernat, rumuńska historyczka kina
- Lana Ghoghoberidze, gruzińska reżyserka
- Tullio Kezich, włoski krytyk filmowy
- Steffen Kuchenreuther, niemiecki producent filmowy
- Jeanine Meerapfel, niemiecka reżyserka
- Kevin Thomas, amerykański krytyk filmowy
- Mario Vargas Llosa, peruwiański pisarz
- Adolphe Viezzi, francuski producent filmowy

## Selekcja oficjalna

### Konkurs główny
Następujące filmy zostały wyselekcjonowane do udziału w konkursie głównym o Złotego Niedźwiedzia i Srebrne Niedźwiedzie:
| Tytuł polski            | Tytuł oryginalny                            | Reżyseria                           | Kraj produkcji    |
| ----------------------- | ------------------------------------------- | ----------------------------------- | ----------------- |
| Za naszą miłość         | À nos amours                                | Maurice Pialat                      | Francja           |
| Sabat czarownic         | Akelarre                                    | Pedro Olea                          | Hiszpania         |
| Arka Noego              | Das Arche Noah Prinzip                      | Roland Emmerich                     | RFN               |
| Lekarki                 | Ärztinnen                                   | Horst Seemann                       | NRD               |
| Autogram                | Das Autogramm                               | Peter Lilienthal                    | RFN               |
| Bal                     | Le bal                                      | Ettore Scola                        | Włochy            |
| Banbianren              | 半邊人 Boon bin yen                         | Allen Fong                          | Hongkong          |
| Mistrzowie              | Champions                                   | John Irvin                          | Wielka Brytania   |
| Świry                   | Crackers                                    | Louis Malle                         | Stany Zjednoczone |
| Garderobiany            | The Dresser                                 | Peter Yates                         | Wielka Brytania   |
| Flirt                   | Flirt                                       | Roberto Russo                       | Włochy            |
| Relacje klasowe         | Klassenverhältnisse                         | Danièle Huillet i Jean-Marie Straub | RFN               |
| Lekkie obrażenia ciała  | Könnyü testi sértés                         | György Szomjas                      | Węgry             |
| Strumienie miłości      | Love Streams                                | John Cassavetes                     | Stany Zjednoczone |
| Człowiek bez pamięci    | Mann ohne Gedächtnis                        | Kurt Gloor                          | Szwajcaria        |
| Poranek w Alabamie      | Morgen in Alabama                           | Norbert Kückelmann                  | RFN               |
| Antarktyka              | 南極物語 Nankyoku monogatari                | Koreyoshi Kurahara                  | Japonia           |
| Mała brudna wojna       | No habrá más penas ni olvido                | Héctor Olivera                      | Argentyna         |
| Rembetiko               | Ρεμπέτικο Rembetiko                         | Kostas Ferris                       | Grecja            |
| Piękna i bestia         | Skønheden og udyret                         | Nils Malmros                        | Dania             |
| Ocean Spokojny          | De stille Oceaan                            | Digna Sinke                         | Holandia          |
| Złodzieje nocą          | Les voleurs de la nuit                      | Samuel Fuller                       | Francja           |
| Romans polowy           | Военно-полевой роман Wojenno-poliewoj roman | Piotr Todorowski                    | ZSRR              |
| Krew jest zawsze gorąca | 血，总是热的 Xue, zong shi re de            | Wen Yan                             | Chiny             |

### Pokazy pozakonkursowe
Następujące filmy zostały wyświetlone na festiwalu w ramach pokazów pozakonkursowych:
| Tytuł polski       | Tytuł oryginalny    | Reżyseria            | Kraj produkcji    |
| ------------------ | ------------------- | -------------------- | ----------------- |
| Marlena            | Marlene             | Maximilian Schell    | RFN               |
| Ulica barbarzyńców | Rue barbare         | Gilles Béhat         | Francja           |
| Pan Galindez       | El señor Galíndez   | Rodolfo Kuhn         | Argentyna         |
| Star 80            | Star 80             | Bob Fosse            | Stany Zjednoczone |
| Czułe słówka       | Terms of Endearment | James L. Brooks      | Stany Zjednoczone |
| Testament          | Testament           | Lynne Littman        | Stany Zjednoczone |
| Wanderkrebs        | Wanderkrebs         | Herbert Achternbusch | RFN               |

## Laureaci nagród

### Konkurs główny
Złoty Niedźwiedź
- Strumienie miłości, reż. John Cassavetes

Srebrny Niedźwiedź – Nagroda Specjalna Jury
- Mała brudna wojna, reż. Héctor Olivera

Srebrny Niedźwiedź dla najlepszego reżysera
- Ettore Scola – Bal

Srebrny Niedźwiedź dla najlepszej aktorki
- Inna Czurikowa – Romans polowy

Srebrny Niedźwiedź dla najlepszego aktora
- Albert Finney – Garderobiany

Srebrny Niedźwiedź za wybitne osiągnięcie artystyczne
- Monica Vitti za rolę w filmie Flirt

Srebrny Niedźwiedź
- Poranek w Alabamie, reż. Norbert Kückelmann
- Rembetiko, reż. Kostas Ferris

Wyróżnienie honorowe
- Danièle Huillet i Jean-Marie Straub – Relacje klasowe

### Konkurs filmów krótkometrażowych
Złoty Niedźwiedź dla najlepszego filmu krótkometrażowego
- Cykelsymfonien, reż. Åke Sandgren

### Pozostałe nagrody
Nagroda FIPRESCI
- Mała brudna wojna, reż. Héctor Olivera
- Strumienie miłości, reż. John Cassavetes